# Stereopalpus centroasiatica
Stereopalpus centroasiatica es una especie de coleóptero de la familia Anthicidae.

## Distribución geográfica
Habita en Turquestán.